# Schloss Rundegg

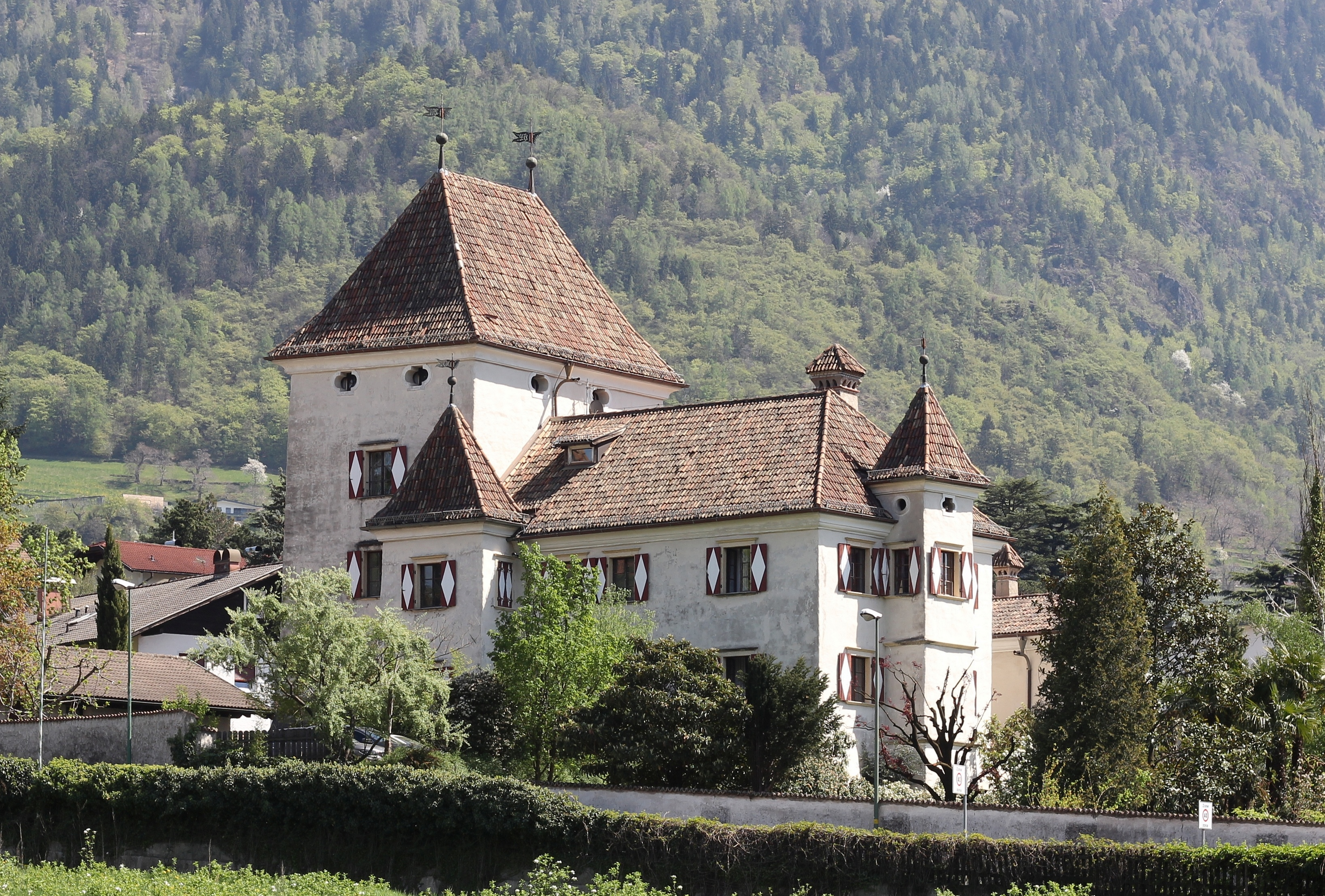
Rundegg

Schloss Rundegg, auch Castel Rundegg genannt, befindet sich im Meraner Stadtteil Obermais. 

## Lage
Das Schloss ist vom Brunnenplatz in Meran aus in fünf Minuten zu erreichen. 

## Geschichte

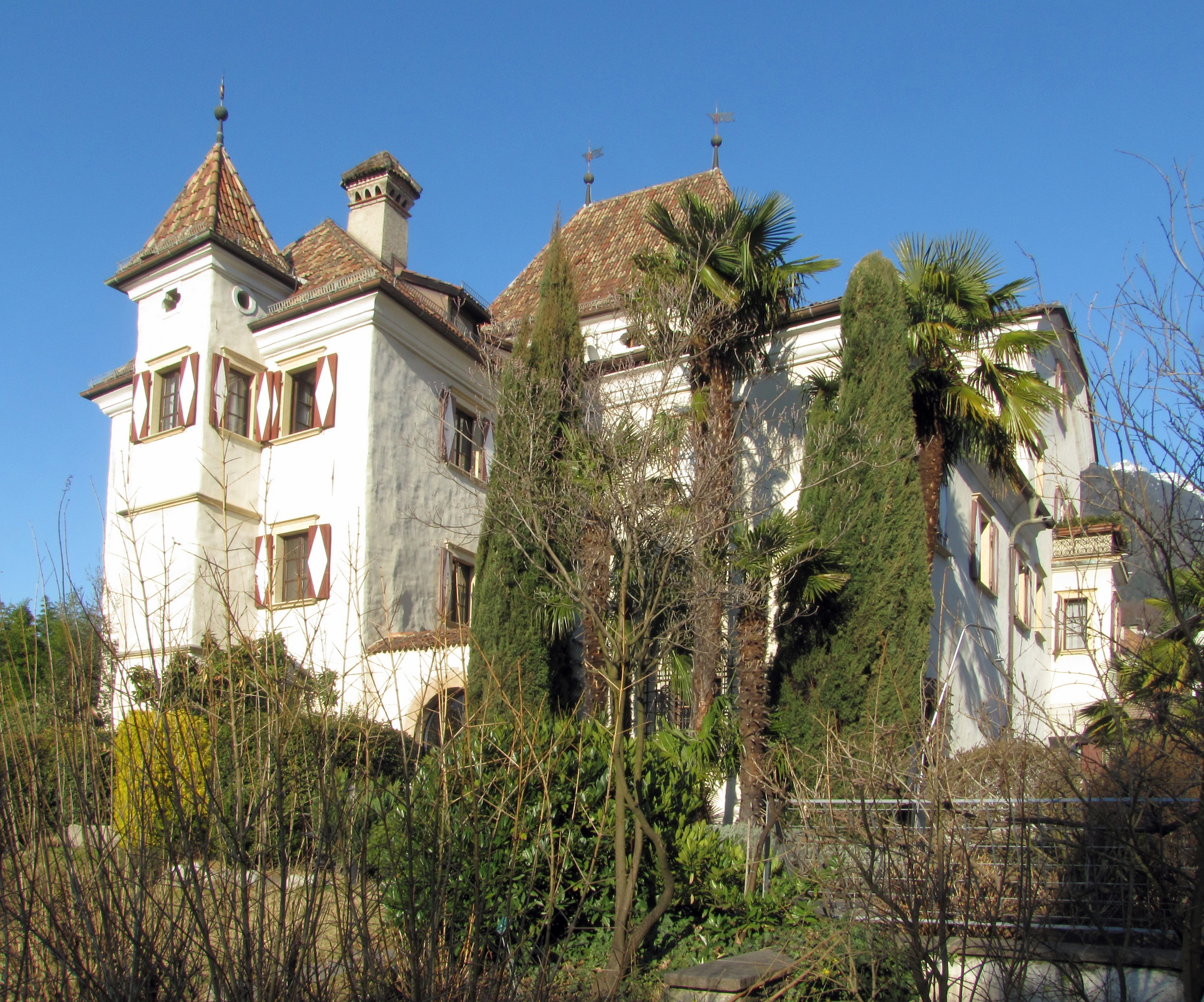
Seitenansicht

Das Anwesen wurde um 1600 um einen schon länger bestehenden viereckigen mittelalterlichen Wohnturm aus dem 14. Jahrhundert erbaut. Im 17. Jahrhundert wurde Rundegg von einem einfach gehaltenen Landsitz in ein Patrizierhaus umgebaut. Die Anlage wurde 1621 von Jakob von Mohr erworben und 1625 vom Tiroler Landesfürsten zum Ansitz erhoben (Steuerfreiheit). 1714 verkaufte die verwitwete Dorothea von Kuepach, geb. Kleinhans von Labers den Edelsitz Rundegg an Bernhard Freiherr von Paravicini. Eine frühere Eigentümerin von Rundegg, Anna von Paravicini, ging in die Meraner Geschichte ein. Im Alter von 18 Jahren wurde sie vierte Ehefrau des damals bereits 82-jährigen Burgherren Bernardin von Paravicini († 1770 im Alter von 104 Jahren) und soll ihrem Gatten in 22-jähriger Ehe außerdem noch sieben Kinder geboren haben. Dieses „biologische Wunder“ wird von den Meranern dem örtlichen Klima zugeschrieben. Auch eine Südtiroler Nörggele-Sage ist mit dem Schloss verbunden. 1978 wurde es in ein Luxushotel mit der ersten „Beauty-Farm“ Italiens umgebaut.

## Beschreibung
Der mächtige Viereckturm wird von einem Walmdach gedeckt. Die Anlage weist Rundbogentor, Erkertürmchen, einen Innenhof sowie eine Hofmauer mit Zinnenkranz auf.